# سدیم برمات
سدیم برمات (به انگلیسی: Sodium bromate) با فرمول شیمیایی NaBrO۳ یک ترکیب شیمیایی با شناسه پاب‌کم ۲۴۶۰۷ است؛ که جرم مولی آن 150.89 g/mol می‌باشد. شکل ظاهری این ترکیب، بی‌رنگ یا جامد سفید بی‌بو است.